# Kétvölgy
Kétvölgy je obec v maďarské župě Vas. Území obce sousedí se Slovinskem.
V roce 2011 zde žilo 115 obyvatel.